# Modane
Modane é uma comuna francesa na região administrativa de Auvérnia-Ródano-Alpes, no departamento de Saboia. Estende-se por uma área de 71,04 km². Em 2010 a comuna tinha 3 213 habitantes (densidade: 45,2 hab./km²).